# Dàlnie (Pervomàiske)
|  | Per a altres significats, vegeu «Dàlneie». |

Dàlnie (en (ucraïnès): Дальнє) és un poble de la República Autònoma de Crimea a Ucraïna, que el 2014 no tenia cap habitant. Pertany al districte rural de Pervomàiske.